# Slaget om Anholt
Slaget om Anholt fandt sted under Kanonbådskrigen (en del af Englandskrigene). Anholts fyrtårn var blevet lukket af danskerne og et mindre britisk orlogsfartøj, HMS Proselyte, strandede på Anholt Rev i januar 1809. Derfor besluttede englænderne sig for at besætte øen for at beskytte konvojer og orlogsskibe, og for at kunne bunkre drikkevand.

## 1809
Den 18. maj 1809 anførte 74-kanoners linjeskibet HMS Standard, under kommandør Askew Hollis, en eskadre der inkluderede fregatten HMS Owen Glendower, og de mindre HMS Avenger, HMS Ranger, HMS Rose and HMS Snipe. Tilsammen erobrede de Anholt. En landgangsstyrke bestående af søfolk og marineinfanteri under ledelse af kommandør William Selby fra HMS Owen Glendower, med assistance fra kaptajn Edward Nicolls fra HMS Standards marineinfanteri, landede. Den danske garnison på 170 mand gjorde hårdnakket men uvirksom modstand, der dræbte en britisk marineinfanterist og sårede to andre. Garnisonen kapitulerede og briterne besatte Anholt.

## 1810
Anholts tilbageerobring var stadig kong Frederik VI magtpåliggende , og den 15. februar 1810 fik den øverstkommanderende for Nørrejylland, general Carl Tellequist, ordre til en ekspedition, hvis formål var at generobre øen, tage besætninger til fange og ødelægge fyret.
Først den 13. marts lykkedes det at få styrken samlet i Gjerrild Bugt, men kanonbådene var mangelfuldt bemandede. Hårdt vejr medførte flere gange at man var nødt til at udskibe de indskibede tropper, og tre gange afgik ekspeditionen men hver gang blæste det op til østlig storm så man måtte vende om. 
Da imidlertid de engelske orlogsskibe begyndte at vise sig, fik general Tellequist den 11. april ordre til at opgive ekspeditionen.
Kaptajn Nicolls, der var Anholts guvernør, fik i 1810 bekymrende efterretninger om at der var samlet en dansk styrke i Jylland med henblik på at generobre Anholt. Han beordrede derfor Anholts både til at overvåge Randers og Grenaa, hver gang vinden var gunstig. Derfor genudrustede han "GB Grinder", som havde overvintret på øen. Efter nogen succes blev Grinder erobret af en dansk kanonbådsflotille under Peter Nicolay Skibsted den 13. april 1810.

## 1811
I begyndelsen af marts 1811 modtog viceadmiral James Saumarez efterretninger om at danskerne ville angribe Anholt, hvor der var en garnison på omkring 450 britiske søfolk, marineinfanterister og soldater under kommandør James Wilkes Maurice fra Royal Navy. Saumarez sendte derfor HMS Sheldrake og HMS Tartar for at forstærke øen. Det efterfølgende slag om Anholt (25.-27. marts 1811) var et nederlag for danskerne, med 30 dræbte og 638 krigsfanger mod to dræbte og 30 sårede på den engelske side. De døde danskere blev begravet i ørkenen.
Major Ketil Melstedt stod sammen med premierløjtnant Jørgen Conrad de Falsen for detaljerne i en af kommandør Lorentz Fisker udkastet plan til angrebet, efter at de Falsen dog forinden havde frarådet ekspeditionen som unyttig. Denne plan, der gik ud på en overrumpling, forberedtes tilmed så utilgiveligt langsomt af myndighederne og blev holdt så lidt hemmelig, at den længe forinden udførelsen var blevet kendt af fjenden. De Falsen afgik fra Gerrildbugten d. 23. marts 1811 med tolv kanonbåde foruden en transportflotille med 680 mand under kommando af Melstedt og kaptajn Johan Lorentz Prydz, men togtet mislykkedes totalt. Stormen på øens fort blev afslået, de anførende landofficerer Melstedt og Prydz blev skudt og faldt; tillige faldt og såredes omkring 300 mand, foruden at fjenden tog et stort antal fanger.
I 2011 blev der opstillet en mindesten over de faldne officerer.

## 1812 – 1814
Englænderne holdt fortsat øen besat indtil Kielertraktaten afsluttede krigen den 15. januar 1814.